# Incisaspis pugionifera
Incisaspis pugionifera är en insektsart som först beskrevs av Karl Hermann Leonhard Lindinger 1909.  Incisaspis pugionifera ingår i släktet Incisaspis och familjen pansarsköldlöss.
Artens utbredningsområde är Kamerun. Inga underarter finns listade i Catalogue of Life.